# 西篠崎
西篠崎（にししのざき）は、東京都江戸川区東部の地名・町名。住居表示実施済み。現行行政地名は西篠崎一丁目および西篠崎二丁目。
周辺の北篠崎、上篠崎、篠崎町、下篠崎町、東篠崎、東篠崎町、南篠崎町と総称で「篠崎」と呼称されることもある。

## 地域
隣接する地域は、北は北篠崎二丁目、東は上篠崎三丁目、南は上篠崎四丁目、西は鹿骨三丁目。
江戸川区東部に位置する住宅地が広がる町。地区の西辺を東京都道307号王子金町江戸川線で画し、南辺を鹿骨街道で画す。

## 町名の由来
旧来の「篠崎村」に由来。

## 成立
「西篠崎町」という町名は1932年（昭和7年）の江戸川区成立時から存在したが、現行町名の西篠崎一・二丁目とは位置が異なっている。1932年（昭和7年）の江戸川区成立時、篠崎地区には上篠崎町、下篠崎町、東篠崎町、西篠崎町、南篠崎町、北篠崎町が成立した。当時の西篠崎町は江戸川に面し、北は北篠崎町、南は上篠崎町であった。現在の北篠崎二丁目付近にあたる。
その後、1966年（昭和41年）、篠崎地区の町名地番変更に伴い、西篠崎町は実質的には廃止され、東京都立篠崎公園敷地の一部に残るのみとなった。1990年（平成2年）の住居表示実施により、篠崎公園の敷地は上篠崎一丁目となり、西篠崎町は名実ともに廃止された。
1991年（平成3年）の住居表示実施により、現行の西篠崎一・二丁目が成立するが、当該地区の住居表示実施直前の町名は鹿骨町及び鹿骨三丁目であり、旧西篠崎町の区域とは一致しない。

## 世帯数と人口
2025年（令和7年）1月1日現在（江戸川区発表）の世帯数と人口は以下の通りである。
| 丁目         | 世帯数    | 人口    |
| ------------ | --------- | ------- |
| 西篠崎一丁目 | 637世帯   | 1,145人 |
| 西篠崎二丁目 | 1,087世帯 | 2,083人 |
| 計           | 1,724世帯 | 3,228人 |

### 人口の変遷
国勢調査による人口の推移。
| 年                 | 人口  |
| ------------------ | ----- |
| 1995年（平成7年）  | 4,004 |
| 2000年（平成12年） | 3,881 |
| 2005年（平成17年） | 3,733 |
| 2010年（平成22年） | 3,685 |
| 2015年（平成27年） | 3,526 |
| 2020年（令和2年）  | 3,266 |

### 世帯数の変遷
国勢調査による世帯数の推移。
| 年                 | 世帯数 |
| ------------------ | ------ |
| 1995年（平成7年）  | 1,402  |
| 2000年（平成12年） | 1,487  |
| 2005年（平成17年） | 1,501  |
| 2010年（平成22年） | 1,594  |
| 2015年（平成27年） | 1,582  |
| 2020年（令和2年）  | 1,555  |

## 学区
区立小・中学校に通う場合、学区は以下の通りとなる(2023年4月時点)。なお、江戸川区では学校選択制度を導入しており、区内全域から選択することが可能。。
| 丁目         | 番地        | 小学校                   | 中学校                   |
| ------------ | ----------- | ------------------------ | ------------------------ |
| 西篠崎一丁目 | 7番11〜19号 | 江戸川区立篠崎第五小学校 | 江戸川区立小岩第二中学校 |
| 西篠崎一丁目 | その他      | 江戸川区立鹿骨東小学校   | 江戸川区立鹿骨中学校     |
| 西篠崎二丁目 | 全域        | 江戸川区立鹿骨東小学校   | 江戸川区立鹿骨中学校     |

## 事業所
2021年（令和3年）現在の経済センサス調査による事業所数と従業員数は以下の通りである。
| 丁目         | 事業所数 | 従業員数 |
| ------------ | -------- | -------- |
| 西篠崎一丁目 | 34事業所 | 191人    |
| 西篠崎二丁目 | 49事業所 | 370人    |
| 計           | 83事業所 | 561人    |

### 事業者数の変遷
経済センサスによる事業所数の推移。
| 年                 | 事業者数 |
| ------------------ | -------- |
| 2016年（平成28年） | 88       |
| 2021年（令和3年）  | 83       |

### 従業員数の変遷
経済センサスによる従業員数の推移。
| 年                 | 従業員数 |
| ------------------ | -------- |
| 2016年（平成28年） | 567      |
| 2021年（令和3年）  | 561      |

## 交通

### 公共交通
鉄道
西篠崎の町域内に鉄道駅は存在しない。西篠崎二丁目の一部を除いては至近の駅からも1km以上離れているため鉄道利用不便地帯に当たる。以下に最寄駅を挙げる。
- 東京都交通局（都営地下鉄）
  - 新宿線：篠崎駅（篠崎町）

路線バス
京成バスにより、篠崎駅、瑞江駅、小岩駅、新小岩駅との連絡がある。
- 新小71

主に鹿骨街道・篠崎街道
- 小73

主に東京都道307号王子金町江戸川線（柴又街道）

### 道路
道路
- 東京都道307号王子金町江戸川線（柴又街道）
- 鹿骨街道

## 施設
教育施設
- 西篠崎おひさま保育園

公園・レクリエーション・スポーツ
- 篠崎公園（野球場、テニスコート）

## その他

### 日本郵便
- 郵便番号 : 133-0055[3]（集配局 : 小岩郵便局[15]）。